# مکس بالدری
مکسیم الکساندر «مکس» بالدری (به انگلیسی: Maxim Alexander Baldry) (زادهٔ ۵ ژانویه ۱۹۹۶) یک بازیگر انگلیسی است که برای ایفای نقش استپان در فیلم تعطیلات مستر بین شناخته شده است. او در مجموعهٔ تلویزیونی روم نیز بازی کرده است. با این حال وی بیشتر به عنوان یک بازیگر تئاتر شناخته می‌شود و چند سالی از عضویتش در تئاتر ملی جوانان انگلستان می‌گذرد. او در سال ۲۰۲۲ در مجموعهٔ تلویزیونی فانتزی ارباب حلقه‌ها: حلقه‌های قدرت در نقش ایسیلدور بازی کرده است.

## زندگی‌نامه
مکس بالدری در ۵ام ژانویه سال ۱۹۹۶ میلادی در ردهیل انگلستان زاده شد. اما تا ۷ سالگی به همراه خانواده‌اش در مسکو، پایتخت روسیه ساکن بود و در نهایت در سال ۲۰۰۳ به انگلستان بازگشت. پدر او اهل انگلستان و مادرش اهل روسیه است؛ بنابراین مکس علاوه بر زبان انگلیسی، به زبان روسی نیز مسلط است.
او از سن بسیار کم به بازیگری روی آورد و در نمایش‌های زیادی به ایفای نقش پرداخت. اولین موفقیت بزرگ وی انتخاب شدن برای بازی در نقش استپان در فیلم تعطیلات مستر بین بود. او سپس در سریال روم نقش پسر ژولیوس سزار و کلئوپاترا را ایفا کرد.
وی هم چنین به عنوان صدا پیشه در چند انیمیشن و نمایش رادیویی فعالیت کرده است.
در سال ۲۰۱۰ او یکی از دویست و پنجاه نفری بود که از میان پنج هزار نفر داوطلب برای تئاتر ملی جوانان انگلستان برگزیده شدند.
مکس بالدری علاقه زیادی به ورزش دارد، چنان‌که مدال‌ها و جایزه‌های بسیاری را برای مدرسه‌اش به‌دست آورده است. او در فوتبال، راگبی، تنیس، تنیس روی میز و دو و میدانی مهارت دارد. در تابستان سال ۲۰۱۰ او از طرف مدرسه اش برای شرکت در تور راگبی آفریقای جنوبی انتخاب شد.
وی هم چنین به هنرهای تجسمی و عکاسی علاقه‌مند است و نوازندهٔ درام نیز هست.
بالدری در حال حاضر به تحصیلات خود در رشتهٔ بازیگری ادامه می‌دهد.

## سینما و تلویزیون
| سال  | عنوان فارسی                         | عنوان اصلی                                      | در نقش                      | توضیحات                                                                            |
| ---- | ----------------------------------- | ----------------------------------------------- | --------------------------- | ---------------------------------------------------------------------------------- |
| ۲۰۰۵ | خرس قطبی کوچولو ۲- جزیرهٔ اسرار آمیز | The Little Polar Bear 2 – The Mysterious Island | چیکو (صداپیشه)              | این انیمیشن آلمانی است و بالدری در دوبلهٔ آن در انگلستان به عنوان صداپیشه حضور دارد |
| ۲۰۰۷ | تعطیلات مستر بین                    | Mr. Bean's Holiday                              | استپان                      | فیلم سینمایی- بالدری در کل فیلم به زبان روسی صحبت می‌کند                            |
| ۲۰۰۷ | روم                                 | Rome (TV series)                                | پسر ژولیوس سزار و کلئوپاترا | مجموعهٔ تلویزیونی- بالدری در سه قسمت آن حضور دارد: فصل دوم، قسمت‌های ۸-۹-۱۰          |
| ۲۰۱۰ | کینماتوگراف                         | Kinematograph                                   | پسر روزنامه فروش (صداپیشه)  | انیمیشن کوتاه سینمایی اثر توماس باژینسکی                                           |
| ۲۰۱۲ | سدی جی                              | Sadie J                                         | جازپر                       | مجموعهٔ تلویزیونی- یک قسمت: فصل دوم، قسمت ۱۰                                        |

## بعضی از نقش آفرینی‌ها در تئاتر
| سال | عنوان فارسی | عنوان اصلی         | در نقش |
| --- | ----------- | ------------------ | ------ |
| ؟   | پیتر و گرگ  | Peter and the Wolf | پیتر   |
| ؟   | خال گل سرخ  | The Rose Tattoo    | ؟      |

## رادیو
| سال | عنوان فارسی       | عنوان اصلی              | در نقش | توضیحات                                                      |
| --- | ----------------- | ----------------------- | ------ | ------------------------------------------------------------ |
| ؟   | دعا برای اُوِن مینی | A Prayer For Owen Meany | جانی   | نمایش رادیویی- هم بازی بالدری در این اجرا توبی جونز بوده است |

## نامزدی جایزه
نقش استپان در فیلم تعطیلات مستر بین برای مکس یک نامزدی به ارمغان آورد. این جایزه نهایتاً به زاکری گوردن رسید.
| سال  | فیلم             | عنوان جایزه       | رشتهٔ                                                  | نتیجه  |
| ---- | ---------------- | ----------------- | ----------------------------------------------------- | ------ |
| ۲۰۰۸ | تعطیلات مستر بین | جوایز هنرمند جوان | بهترین بازیگر مکمل در یک فیلم سینمایی کمدی یا موزیکال | نامزدی |